# Jeep Cherokee (KL)
O Cherokee é um crossover-SUV médio, produzido pela Jeep de 2013 a 2023. Substituiu o Liberty.

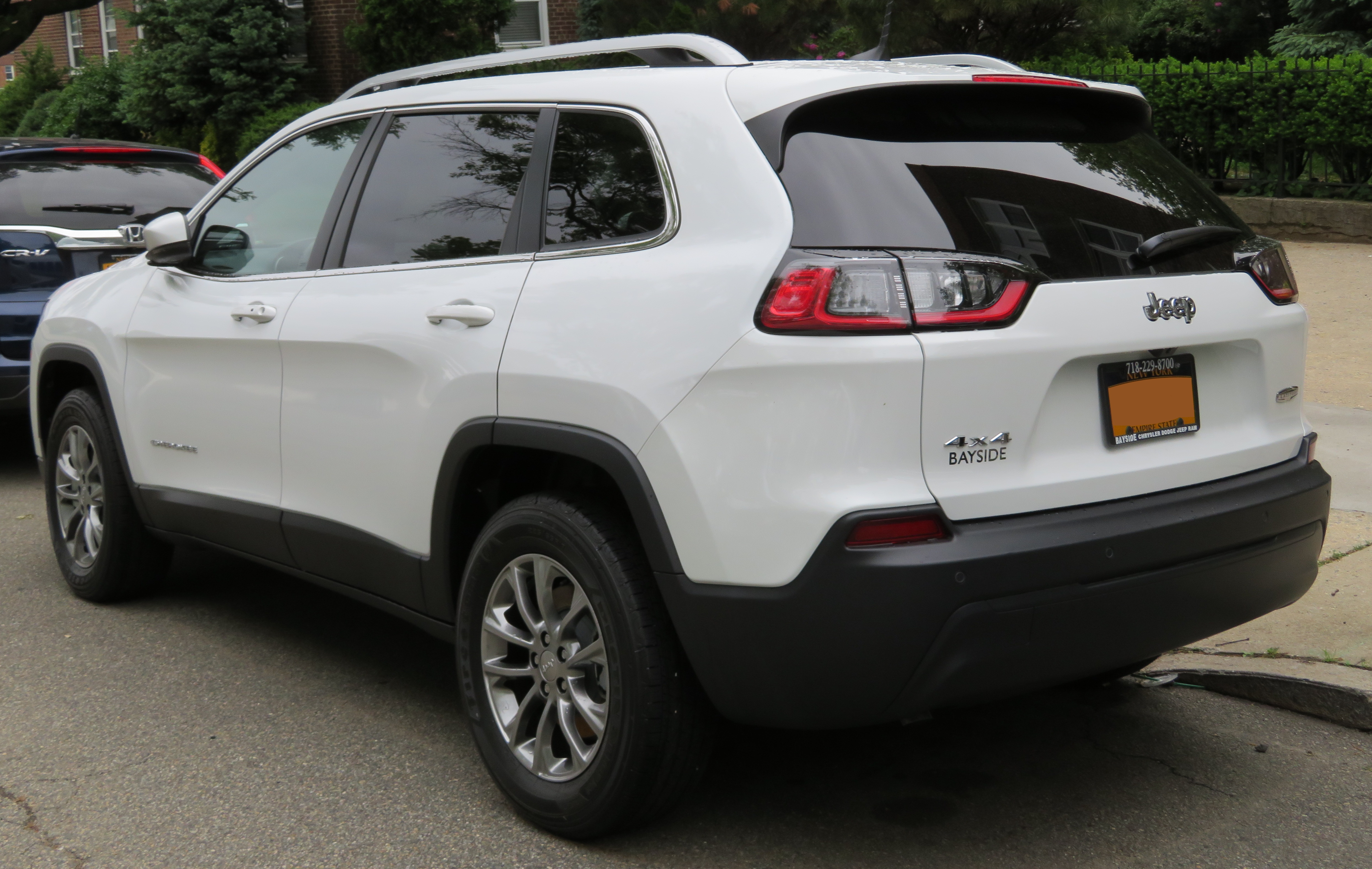
2019 Jeep Cherokee Latitude (traseira)